# أحمد بن الحسين الغضائري
أبو الحسين أحمد بن الحسين الغضائري الواسطي البغدادي المعروف بابن الغضائري، محدث ومن علماء الرجال الإمامية في القرن الرابع والخامس، كما كان من المعاصرين للنجاشي والطوسي. له كتاب «الضعفاء» في علم الرجال المعروف بـ«الرجال لابن الغضائري».

## سيرته
- لم يُعرف تاريخ ولادته ووفاته بالضبط، ولكن المسلّم به أنّه من علماء القرن الخامس الهجري[1]
- والده الحسين بن عبيدالله بن إبراهيم الأسدي الواسطي البغدادي المتوفّى 15 صفر سنة 411 للهجرة. ترجم له الطوسي حيث قال:«يكنى أبا عبد الله، كثير السماع، عارف بالرجال، وله تصانيف ذكرناها في الفهرست، سمعنا منه وأجاز لنا بجميع رواياته، مات سنة أحدي عشره وأربعمائة.»[2]

## مشايخه
- أبو محمد ابن طلحة بن علي بن عبد الله بن علالة.
- أبو الحسين النصيبي، أخذ عنه قراءة.
- أبوه الحسين بن عبيداالله بن إبراهيم الواسطي البغدادي الغضائري المحدث والفقيه.
- أحمد بن عبد الواحد بن، قرأ عليه عدة من كتب علي بن الحسن بن فضال، سمعها معه النجاشي.
- الحسن بن محمد بن بندار القمي. روى عنه بلفظ «حدّثني».[3]

## تلامذته
من غموض أحواله وسيرته لا يعرف له تلميذ، لكن تشير القرائن على أن يكون النجاشي من تلامذة و كذا الشيخ الطوسي .

## أقوال العلماء فيه
- الوحيد البهبهاني:««من المشايخ الأجلة والثقات الذين لا يحتاجون إلى النص بالوثاقة، وهو الذي يذكر المشايخ قوله في الرجال في مقابلة أقوال الأعاظم الثقات، ويعبرون عنه بالشيخ، ويترحمون عليه، ويكثرون من ذكر قوله والاعتناء بشأنه».»[4]

- محمد مهدي بحر العلوم:««الشيخ الجليل العارف بهذا الفن الخبير بهذا الشأن وقد أكثر العلامة في الخلاصة من نقل أقواله، واعتمد على جرحه للرجال وتعديله وفي ذلك من الدلالة على جلالته ووثاقته عنده ما لا يخفى وكذا من تأخر عنه كابن داود وابن طاوس».»[4]

- عناية الله القهباني:«مع التتبع تعرف نهاية اعتباره عندهم حيث إنه شيخ، وعالم عارف جليل كبير في الطائفة، فدل على جلالة الرجل في أقواله»
- المحقق الكلباسي:«إنه من عيون الطائفة وأجلائهم ووجوه الأصحاب وعظمائهم " و " بل لا يبعد أن يكون أعلم من النجاشي بأحوال الرجال وتصانيفهم، الذي هو من رؤساء هذا الفن، وكذا من العلامة على الاطلاق»[3]

## آثاره
- رجال ابن الغضائري
- كتاب في الجرح
- كتاب في الموثقين
- كتاب في ذكر المصنفات
- كتاب في ذكر الأصول
- كتاب التاريخ.[5]

## وفاته
لم تحدد سنة وفاته، ولكنها في القرن الخامس، وقيل: «450 ه‍» عام وفاة النجاشي قطعا.